# 21802 Svoreň
(21802) Svoreň, denumire internațională (21802) Svoren, este un asteroid din centura principală de asteroizi.

## Descriere
21802 Svoreň este un asteroid din centura principală de asteroizi. A fost descoperit pe 6 octombrie 1999 la Modra de L. Kornos și J. Toth. Asteroidul prezintă o orbită caracterizată de o semiaxă mare de 2,59 ua, o excentricitate de 0,02 și o înclinație de 8,6° în raport cu ecliptica.